# Juquitiba
Juquitiba is een gemeente in de Braziliaanse deelstaat São Paulo. De gemeente telt ongeveer 29.000 inwoners (schatting 2009).

## Aangrenzende gemeenten
De gemeente grenst aan Embu-Guaçu, Ibiúna, Itanhaém, Miracatu, Pedro de Toledo, São Lourenço da Serra en São Paulo.